# Illuminazione

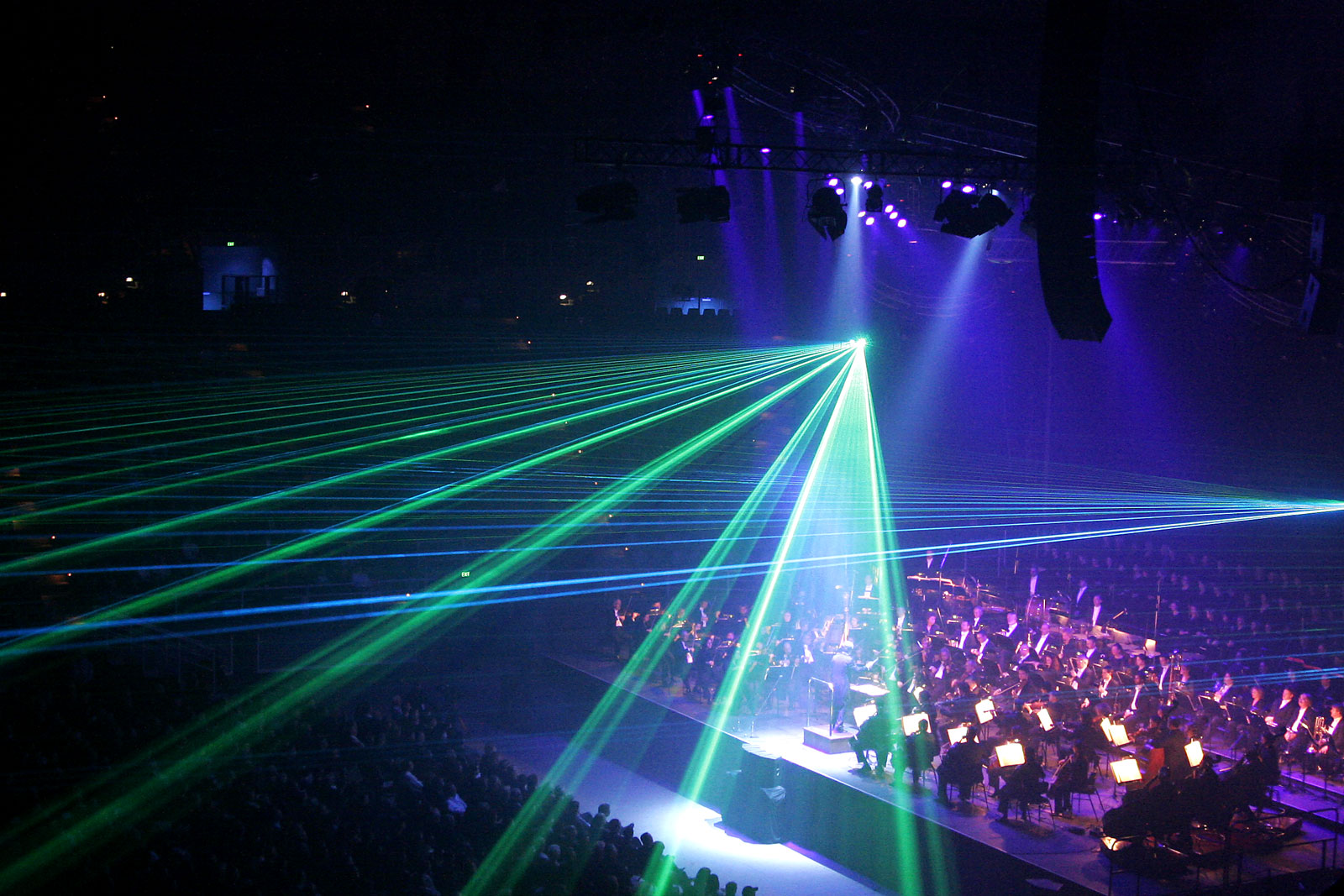
Illuminazione della sala nel corso di un concerto d'opera

L'illuminazione è il risultato dell'illuminare con flussi luminosi, naturali (mediati da elementi architettonici) o emessi da sorgenti artificiali (apparecchiature generalmente elettriche) allo scopo di ottenere determinati livelli di luce (illuminamenti) sull'oggetto (in senso lato) da illuminare. La relativa tecnica si chiama illuminotecnica. Ulteriori scopi dell'illuminazione sono anche creare effetti scenografici, di accento e con le sue apparecchiature generatrici (lampade) di fare arredo. Il termine illuminazione è anche usato come semplificazione e con significato di "impianto di illuminazione".

## Descrizione

### Tipi di illuminazione
Esistono vari tipi di illuminazione:
- Luce diretta: fornisce il miglior illuminamento per il piano di lavoro perché il fascio di luce viene proiettato direttamente su di esso senza alcuna riflessione artificiale. Comporta però un alto contrasto tra le parti scure e quelle chiare ed ha bisogno, quindi, di una luce di fondo perché l'occhio non si affatichi.[1]
- Luce indiretta: il fascio di luce giunge al punto da illuminare solo dopo una riflessione, su una parete o sul soffitto per esempio. Con la luce di fondo ottenuta si ha così un'illuminazione globale soffusa e più morbida rispetto a quella di tipo diretto ed è priva di ombre. Ha un costo maggiore rispetto alla precedente ed ha bisogno, naturalmente, di pareti relativamente chiare e di ulteriori punti di luce per ottenere una buona illuminazione.[1]
- Luce semidiretta: è un'illuminazione di tipo misto, con caratteristiche di tipi diretto e di tipo indiretto. Come la luce indiretta, ha bisogno di pareti chiare ma si adatta anche a pareti e soffitti di tonalità neutra. Una percentuale del fascio luminoso incide direttamente sul piano degli oggetti illuminati.[1]
- Luce senza ombre: viene prodotta da un fascio di luce forte che riduce in maniera sensibile le ombre.
- Luce scialitica: prodotta tramite una particolare lampada, forma di illuminazione molto intensa utilizzata in particolare nelle sale operatorie durante gli interventi chirurgici. Risulta praticamente priva di ombre perché utilizza vari fasci di luce puntati sul piano di lavoro da direzioni multiple.[2]

## Storia

### Il fuoco e l'illuminazione ad olio

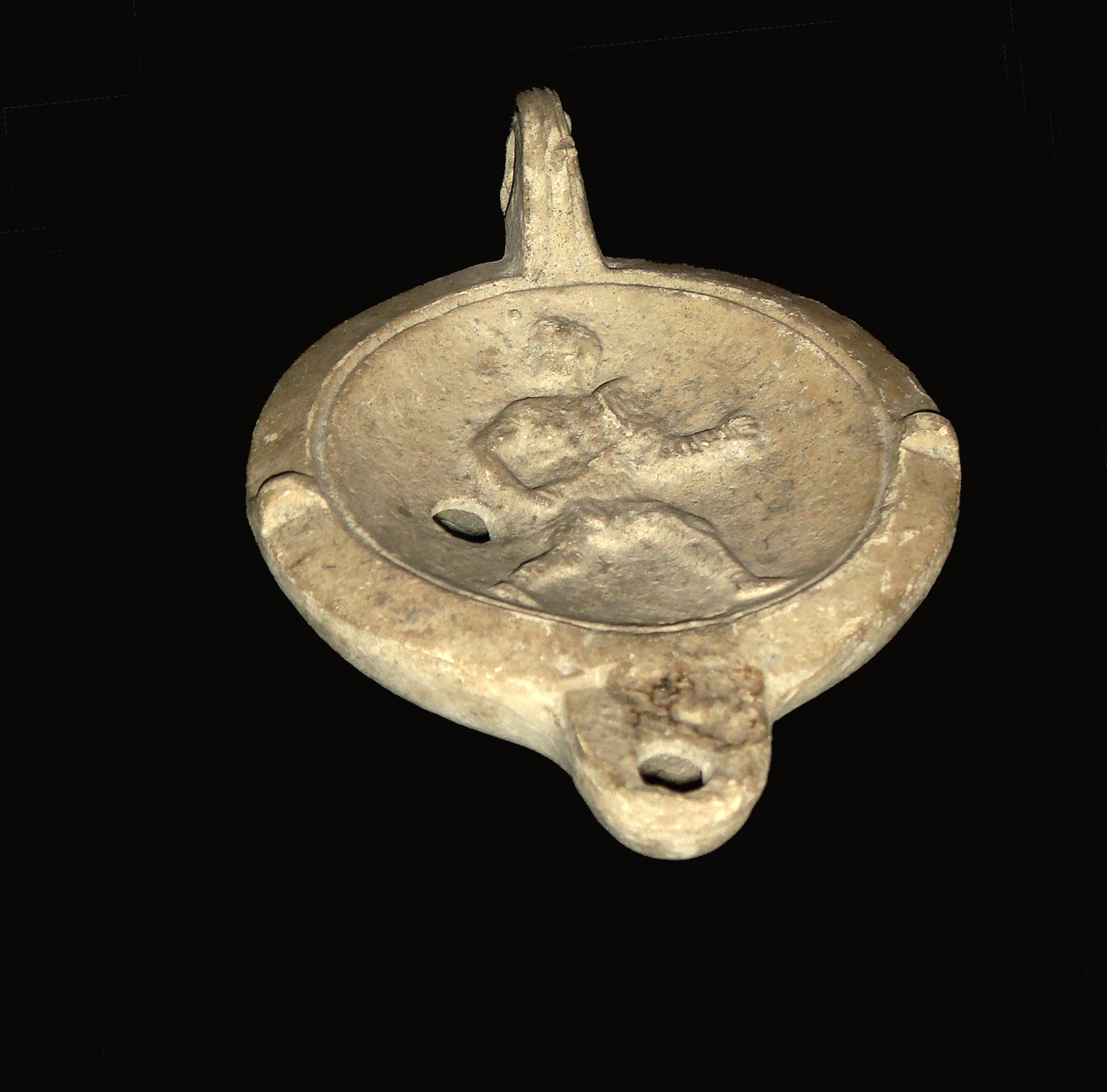
Lucerna ad olio di terracotta antico-romana conservata nell'Antiquarium di Milano.

Fino al XVIII secolo, l'illuminazione artificiale non ha subito grossi mutamenti basandosi quasi esclusivamente sull'illuminazione a olio, le cui prime tracce risalgono ai Fenici, e sull'uso del fuoco vivo tramite focolari, torce, candele, lanterne e candelabri. 

#### Antica Roma
Nell'Antica Roma, durante la fasi notturne, erano solo le case dei ricchi e dei benestanti a essere illuminate, mentre le altre abitazioni e il resto dell'ambiente cittadino (strade, vie, piazze) non potevano vantare alcun tipo di illuminazione se non quella derivante dal chiarore della luna. Inoltre i ricchi, nel corso delle ore serali e notturne, erano soliti farsi accompagnare da uno o più schiavi che reggevano una o più torce per facilitare loro il passeggio o la scelta della strada da prendere nel buio della notte. Il fuoco, utilizzato in maniera massiccia per l'illuminazione, rappresentava inoltre un grave pericolo perché era causa di continui incendi, favoriti anche dalla struttura in legno della maggior parte delle abitazioni, che ciclicamente devastavano la città di Roma e i principali centri dell'epoca.

#### Medioevo
Nel corso del Medioevo non vi furono mutamenti sostanziali nei metodi per l'illuminazione artificiale. I principali sistemi si basavano ancora sulle lampade e le torce ad olio, di solito poste anche in serie lungo le pareti per ottenere un'illuminazione maggiore. Oltre all'olio, la sostanza più utilizzata era la cera, ma venivano utilizzati anche componenti della scorza di betulla o di altri alberi di simile stazza. I luoghi e gli edifici maggiormente illuminati erano quelli religiosi, in particolare le chiese mentre nelle abitazioni di solito bastava la fioca luce del focolare o al massimo qualche torcia.

#### Età moderna
Alcuni miglioramenti nel sistema dell'illuminazione a olio furono introdotti nel '500 da Gerolamo Cardano.

### L'Illuminazione a gas

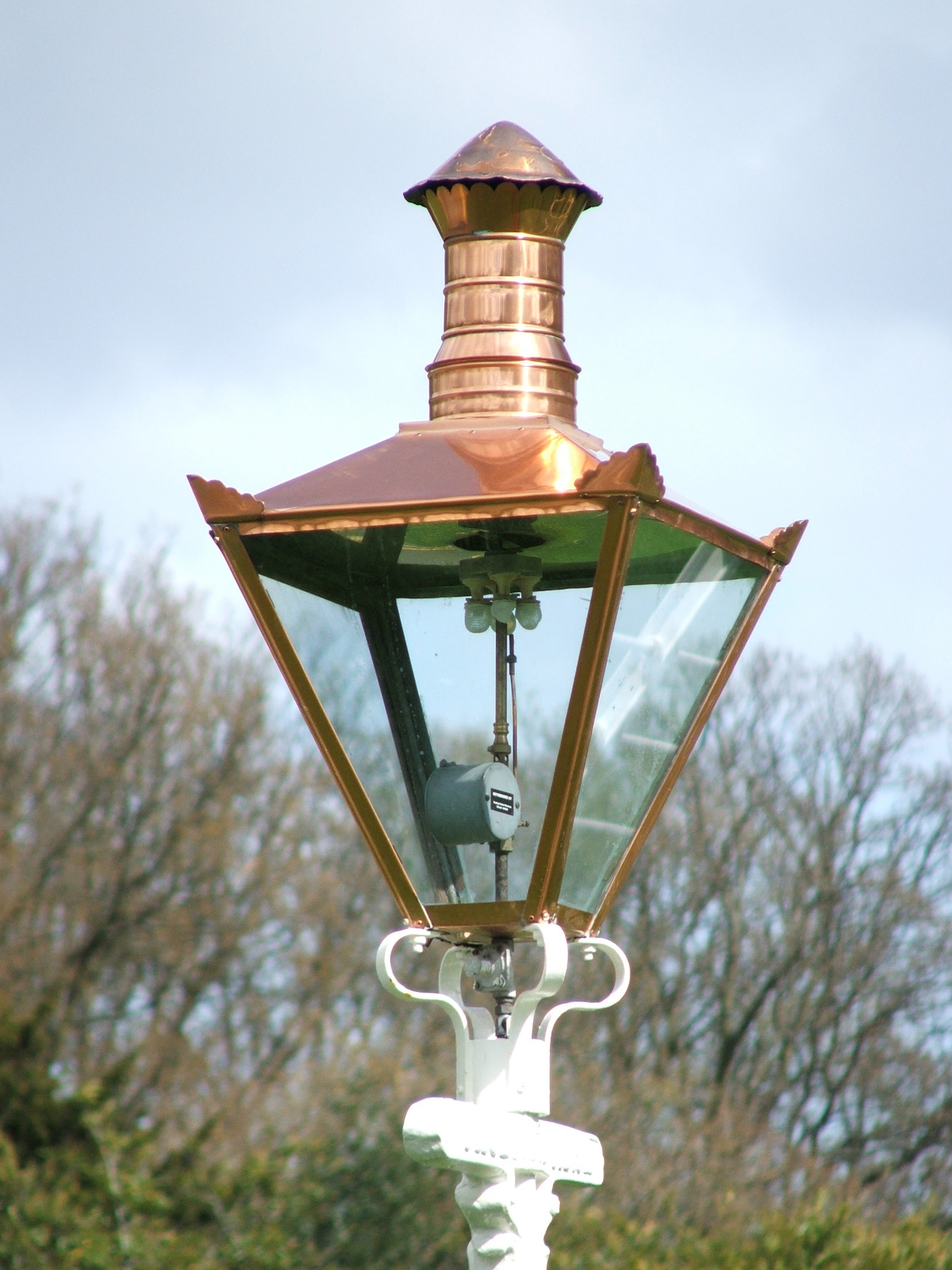
Lampione con lampada a gas per l'illuminazione pubblica.

Il primo a scoprire le potenzialità del gas illuminante fu Philippe Lebon, nel 1786. Le prime dimostrazioni al pubblico della sua utilità avvennero però solo nel 1801, quando l'ingegnere e inventore mostrò, davanti ad un nutrito gruppo di persone accorse per l'evento, la sua termolampada che, utilizzando il gas derivato dalla distillazione del legno, poteva essere adoperata sia per l'illuminazione che per il riscaldamento. Nel 1798 si utilizzò per la prima volta il gas derivante dal carbone che servì a William Murdoch per illuminare una vasta fonderia a Soho.
L'uso domestico di tale sistema cominciò a diffondersi dai primi anni del XIX secolo così come l'uso industriale, le cui prime applicazioni si possono ritrovare a Londra, nelle fabbriche. Nel 1807 furono installati a Londra 13 lampioni a gas. Nel 1839 esistevano a Londra già 15 officine per la produzione di gas che, tramite un sistema di tubature, serviva a illuminare zone come Pall Mall, il St. James's Park e il Golden Lane. Il maggiore artefice dell'illuminazione a gas di Londra fu Samuel Clegg.
I primi tentativi e studi sistematici per l'illuminazione pubblica in Italia furono avviati da Giovanni Aldini nel 1818 (Memoria sulla illuminazione a gas dei teatri: e progetto di applicarla all'I.R. Teatro della Scala in Milano, di G. Aldini, 1820) mentre il primo tentativo riuscito di illuminare a gas un luogo pubblico avvenne alla Galleria de Cristoforis a Milano nel 1832. A partire dal 1840 furono pubblicamente illuminate a gas anche alcune strade di Napoli. Solo nel 1847 il governo pontificio autorizzò l'installazione dell'illuminazione a gas a Roma.

### L'illuminazione elettrica

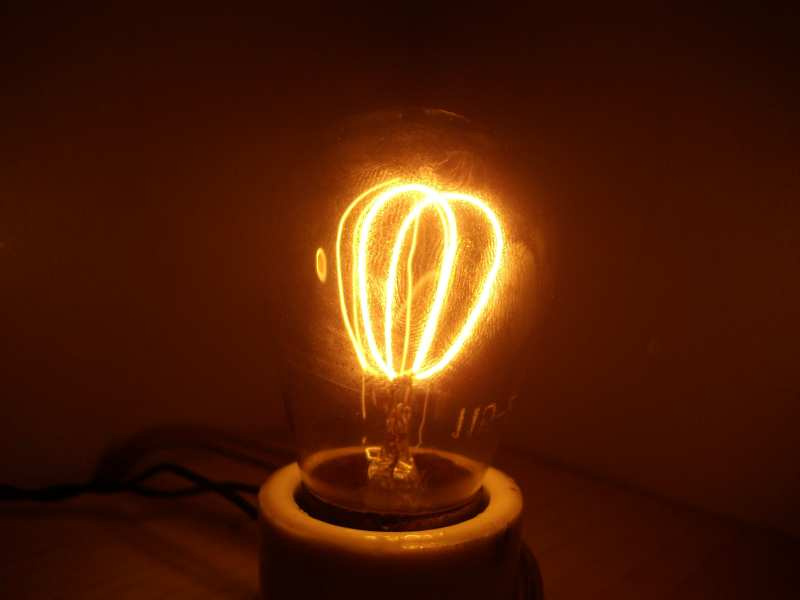
Lampada a filamento incandescente.

La prima applicazione dell'illuminazione elettrica avvenne con le lampade ad arco di Humphry Davy nel 1813. Il sistema non ebbe particolare diffusione e la prima vera applicazione utile dell'elettricità nel campo dell'illuminazione la si ebbe solo con le lampade a incandescenza, come quella proposta da Wilson Swan nel 1878 e quella di Thomas Edison nel 1879. Quest'ultimo in particolare, dopo aver perfezionato e brevettato l'invenzione del primo, viene ricordato come l'inventore del primo sistema di illuminazione elettrica efficace, costante e affidabile.
Da allora l'illuminazione elettrica ebbe diffusione enorme grazie anche al progredire delle tecnologie nel campo dell'elettricità. Il primo sistema d'illuminazione pubblica tramite lampade a filamento incandescente fu attuato a New York nel 1882 e in Italia il primo comune a sperimentare l'illuminazione elettrica fu Verzuolo (CN) il 10 settembre 1882 (Gazzetta Piemontese del 15-9-1882). Seguirono nel 1884 Torino in piazza Carlo Felice, con 12 lampade ad arco Siemens da 800 candele e nello stesso anno Milano in Piazza Duomo e in Piazza della Scala. In seguito, il sistema venne perfezionato tramite l'introduzione dei tubi scarica nel 1909 per le insegne luminose (lampada a scarica).
Adesso si sta sviluppando l'illuminazione con diodi led, che hanno un'elevata efficienza luminosa.

### L'illuminazione per i cristiani
L'illuminazione nei primi riti religiosi cristiani è testimoniata dagli Atti degli Apostoli e la tradizione prescriveva l'uso di una lampada durante il rito eucaristico. Molti riti avvenivano durante le ore notturne e vi era bisogno di una illuminazione generosa come testimoniato anche dal ritrovamento di numerose lampade nei cimiteri cristiani primitivi. La luce veniva vista anche come simbolo di Cristo e i nuovi battezzati dovevano reggere in mano una lucerna. Con la costruzione delle basiliche si fece poi largo uso della luce che serviva anche ad evidenziarne la solennità.